# Stade Communal de Mondercange
Stade Communal – stadion piłkarski w Mondercange, w Luksemburgu. Może pomieścić 3300 widzów. Swoje spotkania rozgrywają na nim piłkarze klubu FC Mondercange. Do stadionu przylega drugie pełnowymiarowe boisko piłkarskie, które wyposażone jest w sztuczną murawę. Obiekt położony jest na uboczu miejscowości Mondercange, w jego otoczeniu stadionu znajduje się siedziba Luksemburskiego Związku Piłki Nożnej, a także tor kartingowy. 15 sierpnia 2001 roku na tym stadionie odbył się mecz towarzyski pomiędzy reprezentacjami Luksemburga i Gruzji (0:3).